# 아피아샬
아피아샬(Apiashal、생몰년미상)은 초기 아시리아 시대 아시리아의 왕이다. 아시리아 왕명표에 의하면 우쉬피아의 아들로 되어 있고 「텐트에 살던 17인의 왕」과 그 다음의 차의「세습 10인의 왕」에 중복하여 이름이 있다. 그 아래 왕에서 왕명표에 부왕의 이름이 기재되어 있다. 다음 왕 할레는 아피아샬로 기록되어 있다.

## 같이 보기
- 아시리아의 왕
- 아시리아인
- 아시리아